# Octavio Colo
Octavio Agustín Colo González (Colonia del Sacramento, Uruguay, 9 de enero de 1994), conocido como Octavio Colo, es un futbolista uruguayo que juega como delantero.

## Clubes
| Club                   | País    | Año       |
| ---------------------- | ------- | --------- |
| Villa Teresa (cedido)  | Uruguay | 2015-2016 |
| Racing Club (cedido)   | Uruguay | 2016      |
| Plaza Colonia (cedido) | Uruguay | 2017      |
| Villa Teresa (cedido)  | Uruguay | 2017      |
| Peñarol                | Uruguay | 2018      |

## Palmarés

### Títulos nacionales
| Título             | Club    | País    | Año  |
| ------------------ | ------- | ------- | ---- |
| Supercopa Uruguaya | Peñarol | Uruguay | 2018 |